# Köpings kommunvapen

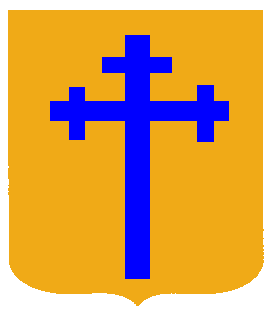
Köpings kommunvapen

Köpings kommunvapen registrerades då den moderna Köpings kommun formades 1974. Korset har använts sedan staden Köpings första sigill, 1378, då det åtföljdes av bokstaven "K". När stadsvapnet registrerades 1940 togs dock K:et bort.

## Blasonering
Blasoneringen är: I fält av guld ett blått, latinskt kors med de tre övre armarma korsade.